# Calycolpus australis
Calycolpus australis är en myrtenväxtart som beskrevs av Leslie Roger Landrum. Calycolpus australis ingår i släktet Calycolpus och familjen myrtenväxter. Inga underarter finns listade i Catalogue of Life.